# قانون الجنسية الإيطالية
قانون الجنسية الإيطالي (بالإيطالية: Legge sulla nazionalità italiana) هو قانون إيطاليا الذي يحكم اكتساب ونقل وفقدان الجنسية الإيطالية. مثل العديد من بلدان القارة الأوروبية، فإنه يعتمد إلى حد كبير على قانون الدم . كما أنه يشتمل على العديد من العناصر التي يُنظر إليها على أنها مواتية للشتات الإيطالي. تحديث البرلمان الإيطالي لعام 1992 لقانون الجنسية الإيطالية هو القانون رقم 91، ودخلت حيز التنفيذ في 15 أغسطس 1992. المراسيم والتوجيهات الوزارية، بما في ذلك العديد من القرارات الصادرة عن وزارة الداخلية، ترشد الخدمة المدنية إلى كيفية تطبيق القوانين المتعلقة بالجنسية الإيطالية.

## الحصول على الجنسية
يمكن الحصول على الجنسية الإيطالية تلقائيًا:
- بالولادة لأب إيطالي تمشيا مع مبدأ حق الدم .
- بالولادة في إيطاليا لأبوين عديمي الجنسية أو لأبوين مجهولين أو لأبوين لا يستطيعان نقل جنسيتهما إلى أطفالهما؛ هذا يتوافق جزئيًا مع مبدأ حق الأرض .
- بإقرار أو شرعية من أم أو أب إيطالي.
- في 27 أبريل 1983 من قبل أطفال قاصرين لا يحملون الجنسية الإيطالية، بما في ذلك الأطفال الذين تم تبنيهم قانونًا وفقًا للقانون الإيطالي، والذين كان والدهم يحمل الجنسية الإيطالية في نفس التاريخ أو بعد 27 أبريل 1983 من قبل الأطفال الأجانب القصر الذين تم تبنيهم قانونيًا من قبل المواطنين الإيطاليين وفقًا للقانون الإيطالي.
- من قبل بعض المواطنين الإيطاليين السابقين، بعد عامين من الإقامة في إيطاليا، إذا كان الانفصال الأصلي عن الجنسية الإيطالية ناتجًا عن التجنس في دولة أخرى. قانون الجنسية 555 لعام 1912، الذي تمت مناقشته لاحقًا، حمل الأحكام ذات الصلة حتى تم إبطالها. (المادة 9 من القانون 555/1912)
- من قبل الأطفال القصر للأشخاص الذين حصلوا على الجنسية الإيطالية. قبل 27 أبريل 1983، لم يكن بإمكان الأطفال القصر الحصول على الجنسية الإيطالية بهذه الطريقة إذا كانوا يعيشون في الخارج من إيطاليا وما زالوا يحتفظون بجنسية أجنبية.
- من قبل مواطني الفاتيكان الذين يبرمون جنسيتهم الفاتيكانية بحكم المنصب والذين سيصبحون عديمي الجنسية في هذا الحدث، وفقًا للمادة 9 من معاهدة لاتيران لعام 1929 بين إيطاليا ومدينة الفاتيكان.[4]

من خلال تطبيق خاص:
- بالنسبة للفرد الذي كان والديه مواطنين إيطاليين ولدوا خارج إيطاليا ولكن كان أحد أجدادهم على الأقل مواطنًا إيطاليًا ولد في إيطاليا. يجب أن يكون مقدم الطلب قد خدم في الخدمة العسكرية أو المدنية الإيطالية أو أقام لمدة عامين في إيطاليا بعد بلوغه سن الرشد.[5]
- للأفراد الذين ولدوا في إيطاليا لأبوين أجنبيين ولكنهم أقاموا في إيطاليا بشكل مستمر منذ الولادة وحتى سن البلوغ.
- للأفراد الذين تم رفض طلباتهم من قبل المكاتب الإدارية (القنصليات)، أو إذا لم يتمكنوا من تقديم طلبات الجنسية الإيطالية.[6]

من خلال الزواج:
- المرأة الأجنبية التي تزوجت من مواطن إيطالي قبل 27 أبريل 1983 تم منحها الجنسية الإيطالية تلقائيًا.
- بعد عامين من الإقامة القانونية في إيطاليا، أو 3 سنوات في الخارج. سيتم تقليل هذا الوقت بمقدار النصف إذا كان للزوجين أطفال (طبيعيين أو متبنين). يمكن لزوج / زوجة المواطن الإيطالي التقدم بطلب للحصول على الجنسية الإيطالية من خلال التجنس.[7] اعتبارًا من 4 ديسمبر 2018، يجب أن يتقن الزوج اللغة الإيطالية إلى المستوى بي1 (أو أعلى) في إطار عمل اللغة المشتركة للاتحاد الأوروبي.

من خلال التجنس:
- يجوز لأي شخص كان مقيمًا بشكل قانوني في إيطاليا لمدة عشر سنوات على الأقل التقدم بطلب للحصول على الجنسية ومنحها كمواطن إيطالي إذا لم يكن لديه سجل جنائي ولديه موارد مالية كافية. تم تخفيض شرط الإقامة إلى ثلاث سنوات لأحفاد المواطنين الإيطاليين والأجانب المولودين في إيطاليا، وأربع سنوات لمواطني الدول الأعضاء في الاتحاد الأوروبي، وخمس سنوات للاجئين أو عديمي الجنسية، وسبع سنوات لشخص تم تبنيه كطفل من قبل مواطن إيطالي.

## منح الجنسية عن طريقحق الدم
مواطنو البلدان الأخرى المنحدرين من أسلاف (الوالد، الجد، الجد الأكبر، إلخ) المولود في إيطاليا قد يطالبون بالجنسية الإيطالية عن طريق النسب أو بعبارة أخرى، عن طريق الاشتقاق وفقًا لمبادئ المواطنة وحق الدم.
تُمنح الجنسية الإيطالية بالولادة من خلال خط الأب، بدون حد لعدد الأجيال، أو من خلال خط الأم للأفراد المولودين بعد 1 يناير 1948. يجوز أن يولد المواطن الإيطالي في بلد يكتسب جنسيته عند الولادة من قبل جميع الأشخاص المولودين هناك. لذلك يولد هذا الشخص مع جنسية دولتين (أو ربما أكثر). لا يؤدي التأخير في الإبلاغ عن ولادة مواطن إيطالي في الخارج إلى فقدان هذا الشخص الجنسية الإيطالية، وقد يتم تقديم مثل هذا التقرير في بعض الحالات من قبل أحفاد الشخص بعد سنوات عديدة من وفاته. يجوز لأحفاد مواطن إيطالي متوفى لم يتم الإبلاغ عن ولادته في بلد آخر لإيطاليا أن يبلغ عن ولادته، إلى جانب ولادته (وربما ولادات أحفاده في الأجيال المتوسطة)، ليتم الاعتراف به على أنه يحمل الجنسية الإيطالية.
لا يجوز لأي شخص الحصول على الجنسية الإيطالية بموجب قانون الدم إلا إذا كان أحد والديه أو كلاهما يحمل الجنسية الإيطالية في تاريخ الميلاد. هناك احتمال في القانون أن الوالد الوحيد الذي كان يحمل الجنسية الإيطالية في تاريخ ميلاد الطفل المولود بجنسية الدم الإيطالية هو الأم، التي حصلت سابقًا على الجنسية الإيطالية عن طريق الزواج من الأب، الذي تخلى عن جنسيته الإيطالية. قبل ولادة الطفل.
في ظل ظروف معينة، قد يكون الطفل المولود بالجنسية الإيطالية قد فقد الجنسية الإيطالية لاحقًا خلال طفولته. يمكن أن يمنع الحدث مطالبة أحفاده أو ذريتها بالجنسية الإيطالية. إذا كان الوالدان الإيطاليان لطفل قاصر متجنسًا في بلد آخر، فربما ظل الطفل يحمل الجنسية الإيطالية، أو قد يكون فقد الجنسية الإيطالية. كان الأطفال الذين كانوا معفاة من فقدان جنسيتهم الإيطالية على تجنيس الأجانب والديهم في كثير من الحالات (المزدوج) مواطني البلدان الأخرى التي ولدوا فيها، من خلال تشغيل الآمرة مسقط قوانين الجنسية في تلك البلدان.
يجب على المرء أن يتقدم من خلال القنصلية الإيطالية التي لها سلطة قضائية على مكان إقامتهم. لكل قنصلية إجراءات ومتطلبات وأوقات انتظار مختلفة قليلاً. ومع ذلك، فإن المعايير القانونية لجنسية الدم هي نفسها.

### المعايير الأساسية لاكتساب الجنسيةحق الدم
- لم يكن هناك مواطنون إيطاليون قبل 17 مارس 1861، لأن إيطاليا لم تكن دولة موحدة بعد. وبالتالي، يجب أن يكون أقدم سلف إيطالي تم إثبات الجنسية الإيطالية منه مستمدًا من أي مطالبة بالمواطنة بموجب قانون الدم لا يزال على قيد الحياة في ذلك التاريخ أو بعده.
- عادةً ما يولد أي طفل يولد لأب مواطن إيطالي (بما في ذلك الوالدان الذين يتمتعون أيضًا بالحق في الجنسية الإيطالية قانون الدم) مواطنًا إيطاليًا، مع التحذيرات التالية:
  - عادة يجب ألا يكون الوالد الإيطالي قد حصل على الجنسية كمواطن من بلد آخر قبل تاريخ ميلاد الطفل وتاريخ 15 أغسطس 1992.
  - إذا كان الطفل من أم إيطالية وأب أجنبي، فيجب أن يكون الطفل قد ولد في أو بعد 1 يناير 1948. كان هناك العديد من التحديات الناجحة لتقييد هذا التاريخ التي تم تقديمها أمام محكمة روما.  نظرًا لقدرتهم على تحديد الجنسية الإيطالية، فإن الضباط في القنصليات والبلديات الإيطالية ملزمون بالقيود.
  - إذا تم تجنيس الوالد الإيطالي كمواطن لبلد آخر في أو بعد 1 يوليو 1912، وقبل 15 أغسطس 1992، فإن الجنسية الإيطالية للطفل قد نجت من فقدان الوالد إذا كان الطفل قد ولد بالفعل، ويقيم في بلد يحمل جنسيته أو جنسيته. شغلت بالإضافة إلى ذلك لأن من القواعد في هذا البلد مسقط قوانين الجنسية. على العكس من ذلك، إذا لم يكن قد ولد الطفل في البلد الذي يعزى إلى الطفل على أساس الأحكام الآمرة مسقط في قانون الجنسية الجنسية، ثم الطفل قد يفقد الجنسية الإيطالية من خلال الحصول على جنسية الأم بتجنيس. لا تمنح إيطاليا عمومًا جنسيتها على أساس قانون الأرض، لذلك قد يفقد الطفل الإيطالي المولود في إيطاليا الجنسية الإيطالية في حالة حصول والده على الجنسية.
  - في حالة وصول الشخص إلى سن الرشد القانوني لإيطاليا أثناء امتلاكه الجنسية الإيطالية، فإن حيازة ذلك الشخص للجنسية الإيطالية لم تعد مشروطة بتغييرات الجنسية اللاحقة التي قد تحدث لوالدي ذلك الشخص. لذلك إذا كان الوالد الإيطالي متجنسًا كمواطن في بلد آخر، فإن الجنسية الإيطالية للطفل يمكن أن تنجو من فقدان الوالد إذا بلغ سن الرشد القانوني (سن 21 قبل 10 مارس 1975 ؛ سن 18 بعد ذلك [8]) قبل الوالدين التجنس.
  - إذا تم تجنيس والد الطفل الإيطالي كمواطن لبلد آخر قبل 1 يوليو 1912، فإن الجنسية الإيطالية للطفل لم تتأثر بشكل مباشر بفقدان الأب إذا بلغ الطفل سن الرشد القانوني (سن 21) بحلول الوقت الذي تجنس فيه الأب، أو إذا كان الطفل يقيم في إيطاليا عندما حصل الأب على الجنسية.
  - المواطنون الإيطاليون الذين حصلوا على جنسية دولة أخرى قبل 15 أغسطس 1992، عندما كانوا في سن الرشد القانوني، فقدوا جنسيتهم الإيطالية في ذلك الوقت.
  - كانت إيطاليا أحد المشاركين في اتفاقية ستراسبورغ بشأن الحد من حالات تعدد الجنسية. قد لا يكون الأطفال المولودين خارج إيطاليا بجنسية دولة عضو قادرين على حمل الجنسية الإيطالية بالميلاد بسبب هذه الاتفاقية. كما وسعت الاتفاقية الحقبة التي يمكن أن يفقد فيها الإيطاليون جنسيتهم بالتجنس الأجنبي إلى تواريخ متأخرة عن 14 أغسطس 1992، إذا كان التجنس في بلد مشارك.

يجب استيفاء جميع الشروط المذكورة أعلاه من قبل كل شخص في سلالة مباشرة. لا يوجد حد للأجيال، إلا فيما يتعلق بتاريخ 17 مارس 1861. لاحظ أنه إذا تم تجنيس أحد الأسلاف الإيطالية كمواطن في بلد آخر بشكل مستقل عن والديه، وقبل بلوغ سن الرشد الإيطالي القانوني (سن 21 قبل 10 مارس 1975، وعمر 18 بخلاف ذلك)، فغالبًا ما احتفظ هذا السلف بالجنسية الإيطالية حتى بعد التجنس ولا يزال بإمكانهم نقل الجنسية إلى الأطفال. أيضًا، وجود والد إيطالي مؤهل واحد - والذي كان يمكن أن يكون والد الطفل، باستثناء حالات معينة، إذا حدثت الولادة قبل 1 يناير 1948 - كافٍ لاكتساب (وراثة) الجنسية، حتى إذا كان الوالد الإيطالي الآخر متجنسًا أو أصبح غير قادر على ذلك. نقل الجنسية. في بعض الأحيان، يكون هذا الوالد المؤهل هو الأم المولودة في الخارج، لأن النساء الأجنبيات اللائي تزوجن من رجال إيطاليين قبل 27 أبريل 1983 أصبحوا تلقائيًا مواطنين إيطاليين، وفي كثير من الحالات، احتفظوا بهذه الجنسية حتى عندما حصل أزواجهن الإيطاليون على الجنسية لاحقًا.

### تأثيرات عملية
جزء كبير من المتقدمين لـ حق الدم هم من الأرجنتينيين من أصل إيطالي، حيث استقبلت الأرجنتين عددًا كبيرًا من المهاجرين الإيطاليين في القرن العشرين.
يعني عدم وجود قيود على عدد الأجيال المنقولة للجنسية أن ما يصل إلى 60 مليون شخص، معظمهم في الأمريكتين، يمكن أن يكونوا مؤهلين للحصول على الجنسية الإيطالية، وهو رقم أكبر من عدد سكان إيطاليا. أدى هذا العدد الكبير والرغبة في الحصول على جنسية الاتحاد الأوروبي إلى فترات انتظار لتعيين قانون الدم لمدة تصل إلى 20 عامًا في بعض القنصليات الإيطالية، وخاصة في الأرجنتين والبرازيل.
كثير من هؤلاء الإيطاليين الذين يحصلون على جواز سفر إيطالي يستخدمونه للعيش في إسبانيا أو المملكة المتحدة.
قضية محكمة العدل الأوروبية لعام 1992 الشهيرة ميتشيليتي في. كانتابريا، حالة مواطن إيطالي أرجنتيني يعيش في إسبانيا طعنت إسبانيا في جنسيته الإيطالية، وأثبت أنه لا يُسمح للدول الأعضاء في الاتحاد الأوروبي بالتمييز بين المواطنين التقليديين لدولة أخرى في الاتحاد الأوروبي، مثل إيطاليا، والأشخاص الذين يحملون الجنسية فقط في دولة أخرى في الاتحاد الأوروبي عن طريق النسب أو قانون الدم.
خطوط الانتظار القنصلية الطويلة، بالإضافة إلى صعوبة العثور على جميع المستندات المطلوبة، والرسوم، وعدم وجود سبب للحصول على جواز سفر ثان لكثير من الناس، بمثابة حد عملي لأرقام الذين سيقدمون بالفعل.

## التاريخ التشريعي للجنسية الإيطالية

### قانون ألبرتينو لعام 1848
كان نظام ستاتوتو ألبرتينو، الذي وضعته مملكة سردينيا عام 1848، أول نظام قانوني أساسي للدولة الإيطالية، تم تشكيله عام 1861. لم يكن دستورًا حقيقيًا، ولكنه كان في الأساس مخططًا للمبادئ الأساسية التي قام عليها الحكم الملكي.
تنص المادة 24 على ما يلي:
«جميع الرعايا، أيا كان لقبهم أو رتبتهم، متساوون أمام القانون. ويتمتع الجميع بالتساوي بالحقوق المدنية والسياسية، ومقبولون في الوظائف المدنية والعسكرية، إلا في الأحوال التي يحددها القانون».
هذه المساواة المعلنة أمام القانون تشير مع ذلك إلى الرجال فقط، لأن المرأة كانت تابعة لسلطة رب الأسرة. كان هذا وثيق الصلة جدًا بمسألة الجنسية، حيث أن تبعية المرأة وأطفالها للزوج أيضًا جعلها تنتقل كل حدث يتعلق بجنسية الزوج إلى الأسرة. يمكن أن تشمل هذه الأحداث فقدان أو استعادة الجنسية. على سبيل المثال، قد تفقد الأسرة الجنسية الإيطالية إذا كان الزوج متجنسًا في دولة أجنبية.

### القانون رقم 555 لسنة 1912
في 13 يونيو 1912، صدر القانون رقم 555 الخاص بالجنسية، ودخل حيز التنفيذ في 1 يوليو 1912.
على الرغم من حقيقة أن ستاتوتو ألبرتينو لم يشر إلى المساواة أو عدم المساواة بين الجنسين، فإن مبدأ خضوع الزوجة للزوج - الشخص الذي له سوابق قديمة - كان سائدًا في النظام القانوني الأساسي (المعنى التشريعي). هناك أمثلة عديدة في القانون المدون، مثل المادة 144 من القانون المدني لعام 1939، وعلى وجه التحديد القانون رقم 555 الصادر في 13 يونيو 1912 «بشأن الجنسية الإيطالية». حدد القانون 555 أسبقية الزوج في الزواج وخضوع الزوجة والأولاد لأحداثه المتعلقة بجنسيته. أنشأت:
- كان قانون الدم هو المبدأ التوجيهي، وأن حق الأرض كان احتمالًا ثانويًا.
- يتبع الأطفال جنسية الأب، وفي حالات معينة فقط، يتبعون جنسية الأم. يمكن للأم أن تنقل الجنسية إلى أطفالها المولودين قبل 1 يناير 1948 (التاريخ الفعلي لدخول دستور الجمهورية الإيطالية) فقط في الحالات الخاصة الواردة في الفقرة 2 من المادة 1 من هذا القانون: هذه الحالات نشأت إذا كان الأب غير معروف، إذا كان عديم الجنسية، أو إذا كان الأطفال لا يستطيعون مشاركة جنسية الأب الأجنبية وفقًا لقانون بلدته (كما هو الحال في الحالات التي ينتمي فيها الأب إلى بلد حيث يمكن الحصول على الجنسية بموجب حق الأرض ولكن ليس بموجب قانون الدم). في هذه الحالة الأخيرة، تتولى وزارة الداخلية أنه إذا حصل الطفل على الجنسية مسقط الرأس من بلد أجنبي الذي ولد فيه، والمواطنة الإيطالية الأم لم يمر على الطفل، تماما كما في الحالات التي تلقى الطفل جنسية الأب بواسطة حق الدم.
- تفقد المرأة جنسيتها الإيطالية الأصلية إذا تزوجت من زوج أجنبي منحت قوانين بلاده جنسيتها للزوجة، كنتيجة مباشرة وفورية للزواج. (هذه حالة قيد المراجعة، لأن المادة 10 من هذا النظام الأساسي التي تنص على فقدان الجنسية تلقائيًا عن طريق الزواج تتناقض مع الفقرة الثانية من المادة 8، ذات النطاق العالمي، والتي لا توافق على فقدان الجنسية تلقائيًا من قبل الأجانب. التجنس. لا يعتبر فقدان الجنسية بموجب المادة 8 تلقائيًا لأن القبول الطوعي للجنسية الجديدة يجب أن يكون قد أظهره الشخص المتجنس لفقدان الجنسية الإيطالية عملاً بالمادة 8).

### الجنسية المزدوجة بموجب القانون رقم 555 لسنة 1912
من الأهمية بمكان بالنسبة لشتات الإيطاليين في العديد من البلدان، من حيث صلتها بالحصول على الجنسية الإيطالية إلى جانب جنسية أخرى، المادة 7 من القانون رقم 555 لعام 1912. أعطت أحكام هذه المادة حصانة لبعض الأطفال الإيطاليين الأحياء من أحداث الجنسية الخاصة بآبائهم. إذا كان الطفل قد ولد لأب إيطالي في بلد قانون الأرض، فإن الطفل قد وُلد بالجنسية الإيطالية للأب وكذلك بجنسية البلد الذي وُلد فيه. وهذا يعني أن الطفل ولد كمواطن مزدوج. سُمح للأطفال المولودين بجنسية مزدوجة بهذا الشكل بالحفاظ على وضعهم المزدوج في حالة تجنس الأب لاحقًا، وبالتالي انفصالهم عن الجنسية الإيطالية. علاوة على ذلك، لم تفرض إيطاليا قيودًا على عدد أجيال مواطنيها الذين قد يولدون خارج إيطاليا، حتى لو كانوا يحملون جنسية أجنبية إلى إيطاليا.
تنص المادة 7 على ما يلي:
«باستثناء حالة الأحكام الخاصة التي تنص عليها المعاهدات الدولية، فإن المواطن الإيطالي المولود والمقيم في دولة أجنبية، والتي تعتبره مواطنًا خاصًا بها بالولادة، لا يزال يحتفظ بالجنسية الإيطالية، ولكن يجوز له التخلي عنها عندما بلغ سن الرشد أو تحرر».
وبما أن القوانين الإيطالية في ذلك الوقت كانت حساسة للغاية تجاه النوع الاجتماعي، فلا يزال يتعين ذكر أن الاستفادة من المادة 7 امتدت لتشمل الذكور والإناث على حد سواء. يمكن لفتاة قاصرة أن تحتفظ بجنسيتها الإيطالية وفقًا للمادة 7 بعد تجنيس والدها - لكنها قد لا تتمكن من منح جنسيتها لأطفالها، خاصة إذا كانوا قد ولدوا قبل عام 1948.
يحتوي القانون رقم 555 لعام 1912 على حكم يجعل الأبناء الإيطاليين للأرامل الإيطاليين يحتفظون بجنسيتهم الإيطالية إذا كان ينبغي للأرملة أن تحصل على جنسية جديدة عن طريق الزواج مرة أخرى، كما هو موجود في المادة 12. يمكن للأطفال المعنيين الاحتفاظ بجنسيتهم الإيطالية حتى لو حصلوا على جنسية جديدة عن طريق الاشتقاق من الأم عند الزواج مرة أخرى.
أصبحت النساء الأجنبيات اللائي تعاقدن على الزواج مع رجال إيطاليين قبل 27 أبريل 1983 مواطنين إيطاليين تلقائيًا. إذا لم يؤد اكتساب المرأة للجنسية الإيطالية عن طريق الزواج إلى تأثير على جنسية المرأة في بلدها الأصلي، فهي بالتالي تحمل جنسية مزدوجة. نصت المادة 10 من القانون 555 لسنة 1912 على أن المرأة المتزوجة لا يمكنها تحمل جنسية مختلفة عن جنسية زوجها. إذا حصلت امرأة إيطالية على جنسية جديدة بينما ظل زوجها إيطاليًا، فإنها كانت تحمل جنسية مزدوجة، ولم يكن القانون 555 لعام 1912 مدركًا لوضعها الجديد في الدولة التي حصلت فيها على الجنسية أثناء زواجها.

### فقدان الجنسية الإيطالية بموجب القانون رقم 555 لسنة 1912
يمكن أن تفقد الجنسية الإيطالية:
- من قبل رجل أو امرأة، أن يكون سنًا قانونيًا مختصًا (21 عامًا إذا كان قبل 10 مارس 1975 أو 18 عامًا إذا كان بعد 9 مارس 1975)، والذي بمحض إرادته حصل على الجنسية في بلد آخر وأقام خارج إيطاليا. (المادة 8) لا يمكن أن تفقد المواطنات الإيطاليات المتزوجات من أزواج إيطاليين جنسيتهن إذا تم الاحتفاظ بالجنسية الإيطالية للزوج. (المادة 10)
- من قبل الطفل القاصر وغير المحرر - دون الحصانات من الضياع التي يمكن العثور عليها في المادتين 7 و 12 (الطفل الذي يحمل جنسية قانون الأرض أو طفل أرملة متزوجة مرة أخرى تحمل جنسية جديدة لاحقًا) - الذي يقيم خارج إيطاليا ويحمل جنسية غير إيطالية وعاش مع أب (أو أم إذا مات الأب) فُقدت جنسيته الإيطالية أيضًا. (المادة 12)
- من قبل المرأة التي كانت جنسيتها الإيطالية نتيجة الزواج من مواطن إيطالي، إذا أصبحت أرملة أو مطلقة، عادت (أو بقيت في) البلد الأصلي لتعيش هناك كمواطنة. (المادة 10) لم يكن سيناريو الخسارة هذا ممكناً إلا قبل تاريخ 27 أبريل 1983.
- من قبل المواطن الذي قبل العمل مع دولة أجنبية أو قدم الخدمة العسكرية إليها، وأمرته الحكومة الإيطالية صراحة بالتخلي عن هذا النشاط قبل الموعد النهائي، واستمر في ذلك بعد الموعد النهائي المذكور. (المادة 8) كان هذا النوع من الخسارة غير شائع إلى حد ما، ويمكن أن يحدث فقط إذا اتصلت الحكومة الإيطالية بالمواطن الذي طُلب تخليه عن الخدمة لحكومة أجنبية.

يحمل فقدان الجنسية الإيطالية معه عدم القدرة على نقل الجنسية الإيطالية تلقائيًا إلى الأطفال المولودين خلال فترة عدم حمل الجنسية. ومع ذلك، يمكن في بعض الأحيان الحصول على الجنسية الإيطالية من قبل أبناء المواطنين السابقين الذين يستعيدون الجنسية. نظرًا لأن القانون 555 لعام 1912 خضع لمراجعة لتلبية متطلبات الدستور الجمهوري بأن يكون الجنسان متساويين أمام القانون، فإن تحديد جنسية الطفل ينطوي على تحليل أحداث كلا الوالدين وربما أصول كليهما.

### دستور عام 1948 للجمهورية
دخل دستور الجمهورية الإيطالية حيز التنفيذ في 1 يناير 1948. مع ميثاق ساليرنو في أبريل 1944، المنصوص عليه بين لجنة التحرير الوطنية والملكية، تم تأجيل الاستفتاء على أن يحكمها نظام ملكي أو جمهورية حتى نهاية الحرب. كان دستور 1848 لمملكة إيطاليا لا يزال ساريًا رسميًا في هذا الوقت، حيث أن القوانين التي حدته ألغيت، إلى حد ما، في 25 يوليو 1943 (تاريخ انهيار النظام الفاشي). تم إجراء الاستفتاء في 2 يونيو 1946. تمت دعوة جميع الرجال والنساء الإيطاليين الذين تبلغ أعمارهم 21 عامًا فما فوق للتصويت على ورقتين: أحدهما هو الاستفتاء المؤسسي بشأن الاختيار بين الملكية والجمهورية، والآخر لوفد 556 نائبًا إلى الجمعية التأسيسية.
تمت الموافقة على الدستور الإيطالي الحالي من قبل الجمعية التأسيسية في 22 ديسمبر 1947، ونُشر في الجريدة الرسمية في 27 ديسمبر 1947، ودخل حيز التنفيذ في 1 يناير 1948. خضع النص الأصلي لمراجعات برلمانية.
تأسست جمهورية ديمقراطية على أساس مداولات الشعب وسيادته. تم الاعتراف بالحقوق الفردية، وكذلك حقوق الهيئة العامة، التي كان أساسها الوفاء بالالتزامات الملزمة للتضامن السياسي والاقتصادي والاجتماعي (المادتان 1 و 2).
المواد الأساسية التي تم استخدامها في النهاية لدعم الحجج الجديدة المتعلقة بالمواطنة هي كما يلي:
المادة 3 هي جزء من «المبادئ الأساسية» للدستور، وتتكون من بندين.
- ينص البند الأول على المساواة بين جميع المواطنين: «يتمتع جميع المواطنين بالكرامة الاجتماعية المتساوية وهم متساوون أمام القانون، دون تمييز في الجنس أو العرق أو اللغة أو الدين أو الآراء السياسية أو الأحوال الشخصية والاجتماعية».
- وتضيف الفقرة الثانية، المكملة للفقرة الأولى والتي لا تقل أهمية: «من واجب الجمهورية إزالة تلك العقبات ذات الطبيعة الاقتصادية والاجتماعية التي تحد حقًا من حرية المواطنين ومساواتهم وتعيق التطور الكامل للحركة. الإنسان والمشاركة الفعالة لجميع العاملين في التنظيم السياسي والاقتصادي والاجتماعي للبلاد».

المادة 29، تحت الباب الثاني، «العلاقات الأخلاقية والاجتماعية»، تنص على: «تعترف الجمهورية بحقوق الأسرة كمجتمع طبيعي يقوم على الزواج». البند الثاني ينص على المساواة بين الزوجين: «يقوم الزواج على المساواة الأخلاقية والقانونية للزوجين ضمن الحدود التي ينص عليها القانون لضمان وحدة الأسرة».
مادة أخرى ذات أهمية أساسية هنا هي المادة 136، تحت الباب السادس، «الضمانات الدستورية - القسم الأول - المحكمة الدستورية»، ونصها كما يلي: «عندما تعلن المحكمة عدم الشرعية الدستورية لقانون أو تشريع له قوة القانون، فإن يسري مفعول القانون اعتبارًا من اليوم التالي لنشر القرار». علاوة على ذلك، فيما يتعلق بهذه المادة، لا تزال تتعلق بالمواطنة، فإن الفقرة الثانية مهمة للغاية: «يتم نشر قرار المحكمة وإبلاغه إلى المجلسين والمجالس الإقليمية المعنية، حيثما يرون أنه ضروري، يجب أن يتصرفوا وفقًا للإجراءات الدستورية».

## قرارات المحكمة الدستورية والقوانين الصادرة نتيجة لذلك
باختصار، تم استبدال القانون 555 لعام 1912 بقوانين وأحكام جديدة بحيث:
- يعتبر الطفل المولود في 1 كانون الثاني (يناير) 1948 أو بعده لرجل أو امرأة إيطالية إيطاليًا بالولادة (باستثناء ما هو منصوص عليه في بعض المعاهدات).
- زواج امرأة إيطالية من أجنبي، أو فقدان زوجها للجنسية الإيطالية، لم يتسبب في تغيير الجنسية الإيطالية للمرأة إذا تم الزواج أو تجنيس الزوج في أو بعد 1 يناير 1948. إذا كان نفس الحدث قبل 1 يناير 1948، فقد لا تعتبر القنصليات والبلديات الإيطالية مواطنتها دون انقطاع. في الحالة الأخيرة، يبقى احتمال أن يتم تأكيد مسألة استمرار حصولها على الجنسية الإيطالية في المحكمة.
- حصل جميع الأطفال القاصرين من أحد الوالدين الإيطاليين على الأقل، بما في ذلك أحد الوالدين بالتبني، اعتبارًا من 27 أبريل 1983 الذين لم يكن لديهم بالفعل الجنسية الإيطالية، على الجنسية الإيطالية في هذا التاريخ.
- وابتداءً من 27 أبريل 1983، توقف القانون الإيطالي عن تحديد الجنسية الإيطالية التلقائية للأجنبيات المتزوجات من مواطن إيطالي.

### قرار رقم 87 لسنة 1975
هذا القرار، باختصار، يخلص إلى أنه من غير الدستوري حرمان المرأة من جنسيتها الإيطالية في حالة حصولها على جنسية جديدة تلقائيًا عن طريق الزواج. وقد أعربت إيطاليا رسميًا عن أن فائدة هذا القرار تمتد بأثر رجعي إلى الزيجات منذ 1 يناير 1948.
ظل دستور الجمهورية غير مطبق فيما يتعلق بالمواطنة منذ صدوره حتى عام 1983. على الرغم من المساواة المنصوص عليها في المادتين 3 و 29 من الدستور، لم يضع البرلمان أي قانون يعدل غياب قانون القانون الذي من شأنه أن يسمح لطفل الأم الإيطالية والأب الأجنبي بالحصول على الجنسية الإيطالية بحكم قانون الدم .
أعلن القرار الصادر في 9 نيسان / أبريل 1975، رقم 87، من قبل المحكمة الدستورية، عدم دستورية الفقرة الثالثة من المادة 10، في الجزء الذي توقع فقدان المرأة الجنسية بشكل مستقل عن إرادتها الحرة.
ومن بين النقاط الأساسية في القرار، أشير إلى أن المادة 10 مستوحاة من المفهوم الواسع الانتشار في عام 1912 بأن المرأة كانت أدنى مرتبة من الرجل من الناحية القانونية، وكأفراد، لا تتمتع بالأهلية القانونية الكاملة. مثل هذا المفهوم لم يتم تمثيله، بل كان مخالفًا لمبادئ الدستور. بالإضافة إلى ذلك، فإن القانون، بنصه على فقدان الجنسية المحجوزة للمرأة حصريًا، خلق بلا شك تفاوتًا غير عادل وغير عقلاني في المعاملة بين الزوجين، خاصة إذا لم يتم التشكيك في إرادة المرأة أو إذا حدث فقدان الجنسية بشكل مخالف لنواياها .

### القانون رقم 151 لسنة 1975
باختصار، يؤثر هذا القانون على الجنسية من خلال تأكيد القرار 87 لعام 1975 بشأن الزيجات التي تحدث بعد دخوله حيز التنفيذ، والسماح للنساء اللائي فقدن الجنسية الإيطالية تلقائيًا من خلال الحصول على جنسية جديدة نتيجة الزواج باستعادتها من خلال التماس. في حين أن هذا القانون لم ينص على صلاحية القرار 87/1975 بأثر رجعي، فإن تطبيق القرار المقبول بأثر رجعي حتى 1 يناير 1948 هو على أساس استحقاق الدستور. في الصورة الأكبر، كان القانون 151 لعام 1975 بمثابة إعادة صياغة واسعة لقانون الأسرة في إيطاليا.
نتيجة لاستنتاج عدم الدستورية في القرار 87/1975، في نطاق الإصلاح الإيطالي لقانون الأسرة في عام 1975، تم إدخال المادة 219 في القانون 151 لعام 1975 الذي يعاقب على «إعادة اكتساب» النساء (وهو الأمر الأكثر ملاءمة، الاعتراف) المواطنة. تنص المادة 219 على ما يلي:
«يجوز للمرأة التي فقدت الجنسية الإيطالية قبل دخول هذا القانون حيز التنفيذ، بفعل زواجها من أجنبي أو بسبب تغيير جنسيتها من جانب زوجها، أن تستعيدها بإقرار من قبل المختص المرجع في المادة 36 من أحكام تنفيذ القانون المدني. تُلغى كل قاعدة في القانون رقم 555 الصادر في 13 حزيران / يونيو 1912 والتي تتعارض مع أحكام هذا القانون».
يبدو مصطلح «إعادة الحيازة» غير لائق حيث نص قرار المحكمة الدستورية على أن النساء المعنيات لم يفقدن الجنسية أبدًا، وأنه لم يكن هناك أبدًا استعدادًا لتحقيق هذه الغاية من جانبهن، وبالتالي فإن مصطلح «الاعتراف» يبدو أكثر ملاءمة من الناحية الأكاديمية وقانونيا.

### قرار رقم 30 من 1983
القرار رقم 30 لعام 1983 هو النتيجة التي مفادها أن نقل الجنسية الإيطالية بالولادة هو حق دستوري للمرأة، والقرار بأثر رجعي للولادات التي تبدأ في وقت مبكر من 1 يناير 1948. يجب أن تكون الأم تحمل الجنسية الإيطالية عند ولادة الطفل حتى يحدث انتقال العدوى نتيجة لهذه القاعدة.
صدر القرار رقم 30 في 28 كانون الثاني / يناير 1983، وأودع لدى مكتب المستشار في 9 شباط / فبراير 1983، ونشر في «الجريدة الرسمية» العدد 46 في 16 شباط / فبراير 1983. وقد طُرحت مسألة عدم دستورية المادة 1 من القانون 555 لعام 1912 «حيث لا تتوقع أن يكون الطفل الذي تحمل جنسيته الإيطالية حتى بعد زواجها من أجنبي يحمل الجنسية الإيطالية». قرر القرار أن البند الأول من المادة 1 من هذا القانون يتناقض بشكل واضح مع المادة 3 من الدستور (الفقرة الأولى - المساواة أمام القانون دون اعتبار للجنس، إلخ) والمادة 29 (الفقرة الثانية - المساواة الأخلاقية والقانونية بين الزوجين.). لم تعلن المحكمة الدستورية عدم دستورية المادة 1 من القانون 555 الصادر في 13 يونيو / حزيران 1912 حيث لم تنص على الجنسية الإيطالية لطفل الأم الإيطالية ؛ ولكن أيضًا المادة 2 من نفس القانون حيث تعاقب على اكتساب الطفل لجنسية الأم فقط في حالات محدودة، حيث تم بعد ذلك رفع هذه القيود وأصبح بإمكان الأمهات عمومًا نقل الجنسية الإيطالية لأطفالهن.

### الرأي رقم 105 لسنة 1983 من مجلس الدولة
الرأي رقم 105 تاريخ 15/4/1983. قدمها مجلس الدولة، القسم الخامس، في جلسة استشارية ؛ قرر أنه بموجب القرار 30 لعام 1983 الصادر عن المحكمة الدستورية، يمكن اعتبار الأفراد المولودين لأم مواطنة إيطالية منذ 1 يناير 1948 مواطنين إيطاليين، على أساس أن فعالية القرار لا يمكن أن يكون لها أثر رجعي أكثر من لحظة ظهور التناقض بين القانون القديم والدستور الجديد، والتي كانت في الأول من كانون الثاني (يناير) 1948، تاريخ دخول الدستور حيز التنفيذ.

### القانون رقم 123 لسنة 1983
منح هذا القانون الجنسية الإيطالية التلقائية للأطفال القصر (تحت سن 18) لوالدين واحد على الأقل يحمل الجنسية الإيطالية في تاريخ دخوله حيز التنفيذ (27 أبريل 1983). أنهى القانون ممارسة منح الجنسية التلقائية للمرأة عن طريق الزواج. أعطى القانون التزامًا للمواطنين مزدوجي الجنسية باختيار جنسية واحدة عندما يكون عمرهم 18 عامًا.
في 21 أبريل 1983، تم تمرير القانون رقم 123، الذي ينص على أن جميع الأطفال القاصرين لأب أو أم مواطن إيطالي، بما في ذلك الوالد بالتبني، هم مواطنون إيطاليون بالولادة. في حالة ازدواج الجنسية، يُطلب من الطفل اختيار جنسية واحدة في غضون عام واحد بعد بلوغ سن الرشد (المادة 5) - ما لم يتم الحصول على الجنسية غير الإيطالية من خلال الولادة في بلد قانون الأرض، وفقًا لعام 1990 رأي مجلس الدولة. من المفهوم أن القانون قد وسع الجنسية الإيطالية ليشمل جميع الأطفال القصر من المواطنين الإيطاليين في لحظة دخول القانون حيز التنفيذ، حتى لو تم تبني الأطفال. يلغي القانون نفسه القاعدة السابقة التي تقضي بالحصول التلقائي على الجنسية الإيطالية بموجب قانون الزواج من قبل الأجنبيات اللائي تعاقدن مع زوج مواطن إيطالي. وهكذا، منذ تاريخ الدخول حيز التنفيذ (27 أبريل)، تم إقرار المساواة بين الأزواج الأجانب أمام القانون الإيطالي، وأعيد تأكيد المبدأ الأساسي لاكتساب الجنسية من خلال التعبير عن الإرادة الحرة.

### فقدان الجنسية الإيطالية بموجب القانون رقم 123 لسنة 1983
مع دخول القانون 123 لعام 1983 حيز التنفيذ في 27 أبريل 1983، وضعت إيطاليا شرطًا لاختيار جنسية واحدة بين هؤلاء الإيطاليين الذين يحملون جنسيات متعددة والذين بلغوا سن الرشد في أو بعد 27 أبريل 1983. كان الاختيار مستحقًا في غضون عام واحد. إذا لم يتم اختيار الجنسية الإيطالية، فمن المحتمل أن تُفقد الجنسية الإيطالية.
توجه الحكومة نحو هذه القاعدة هو أن مزدوجي الجنسية الذين جاءت جنسيتهم الأجنبية بالولادة في الدول التي تنسب لهم حق الأرض المواطنة، قد أُعفوا من هذا الشرط، لأن هذا القانون لم يُلغ المادة 7 التي لا تزال سارية المفعول من القانون 555 لعام 1912. كما أوضحت الحكومة أن الأطفال المولودين لأمهات إيطاليات متجنسات كنتيجة تلقائية للزواج الذي تم عقده في أو بعد 1 يناير 1948، معفون أيضًا من هذا الشرط.
تم إلغاء هذا الشرط في 18 مايو 1986، وبالتالي تم منحه فقط للأشخاص الذين ولدوا بين 27 أبريل 1965 و 17 مايو 1967. بين 18 مايو 1986 و 14 أغسطس 1994، كان يحق للأشخاص الخاضعين لهذا المطلب إجراء اختيارات متأخرة من الجنسية الإيطالية، أو تعديل اختيارات سابقة للجنسية الأجنبية.

## قوانين الجنسية الحالية في إيطاليا

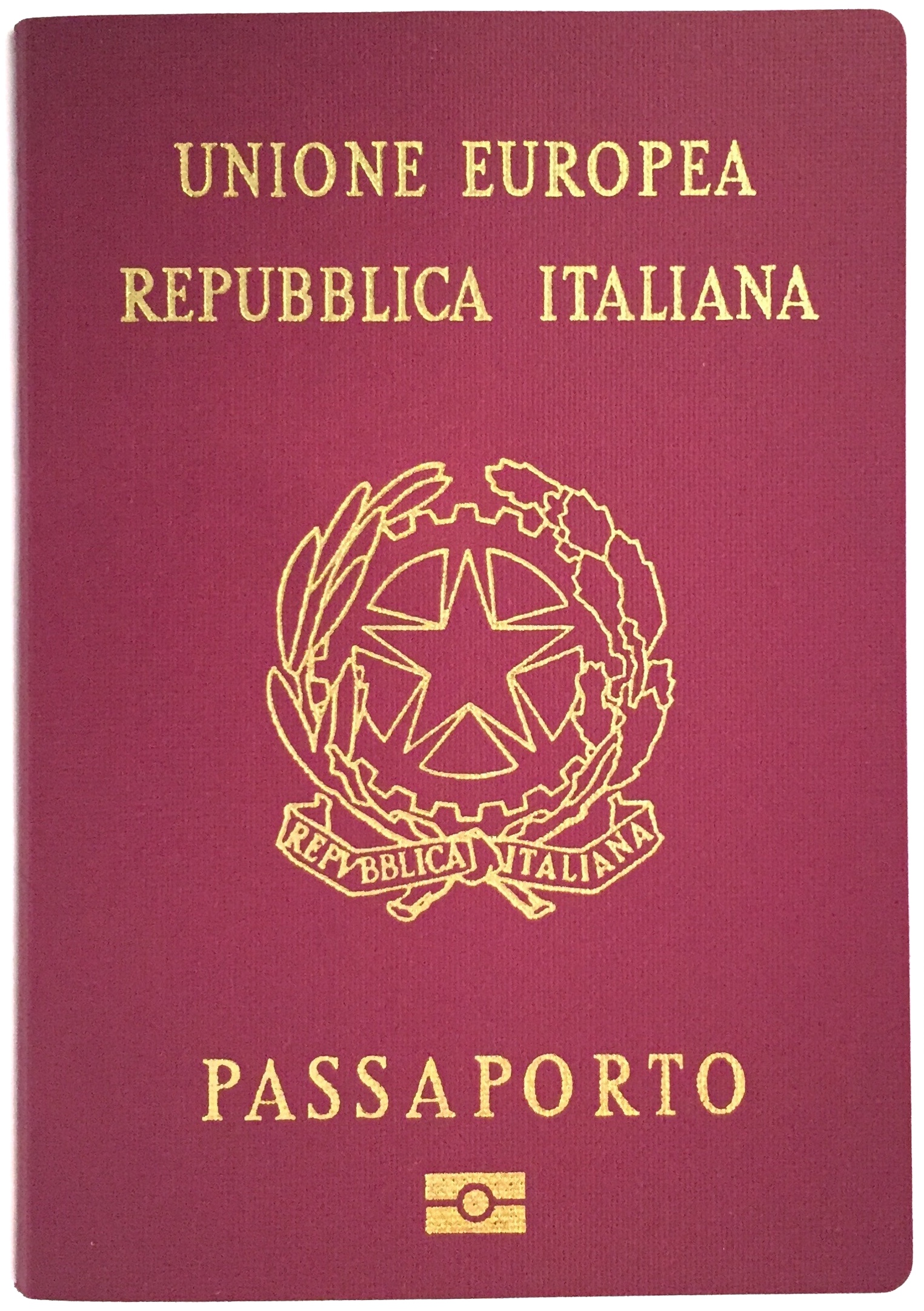
غلاف جواز سفر إيطالي بيومتري صادر عام 2006

### القانون رقم 91 لعام 1992
ينص القانون رقم 91، الصادر في 5 شباط / فبراير 1992، على أن الأشخاص التالية أسماؤهم مواطنون بالولادة:
أ- ولد المواطن من أب أو أم.
ب) من ولد داخل أراضي الجمهورية إذا كان كلا الوالدين عديمي الجنسية أو غير معروفين، أو إذا كانت جنسية الطفل لا تتبع جنسية الوالدين، وفقًا لقانون بلدهم. (المادة 1، الفقرة الأولى).
بموجب الفقرة 2، يعتبر اللقطاء الذين يتم استردادهم في إيطاليا مواطنين بالولادة إذا لم يتم إثبات أن هؤلاء الأشخاص يحملون جنسية أخرى. تعيد المادة 3 جزئيًا النص الوارد في المادة 5 من القانون 123 لعام 1983 حيث تنص على أن الطفل المتبني لمواطن إيطالي هو إيطالي، حتى لو كان الطفل من أصل أجنبي، وحتى إذا كان الطفل قد ولد قبل وفاة الطفل. القانون. وقد أقر صراحة بأثر رجعي في هذه الحالة.
هذا بصرف النظر عن حقيقة أن القانون يستبعد خلاف ذلك تطبيقه بأثر رجعي في المادة 20، التي تنص على أنه «... باستثناء ما هو منصوص عليه صراحةً، لا يتم تغيير حالة الجنسية المكتسبة قبل هذا القانون، إلا بأحداث بعد تاريخه بدء النفاذ».
ينص هذا الحكم، بالاتفاق مع الرأي رقم 105 المؤرخ 15 أبريل 1983، على أن يظل أطفال الأم الإيطالية والأب الأجنبي المولودين قبل 1 يناير 1948 (تاريخ دخول الدستور الجمهوري حيز التنفيذ) خاضعين للقانون القديم 555 لعام 13 يونيو 1912، على الرغم من حكم المحكمة الدستورية بعدم الدستورية في القرار 30 لعام 1983.
بالإضافة إلى ذلك، يسمح القانون 91 لعام 1992 بحيازة جنسية متعددة، وهو ما كان محظورًا سابقًا في المادة 5 من القانون 123 لعام 1983 بالنسبة للإيطاليين الذين يكتسبون جنسية جديدة. لا ينطبق بدل الاحتفاظ بالجنسية الإيطالية في جميع حالات حصول الإيطالي على الجنسية الأجنبية، لأن إيطاليا قد حافظت على معاهدات مع بعض الدول تفيد بأن التجنس الإيطالي في إحدى تلك الدول قد يفقد الجنسية الإيطالية تلقائيًا. القانون 91 لسنة 1992 يترك هذه الاتفاقيات سارية المفعول. (مادة 26) علاوة على ذلك، ينص القانون 91 لسنة 1992 على أن الأشخاص الذين حصلوا على الجنسية الإيطالية لا يحتاجون إلى التنازل عن جنسيتهم السابقة، بشرط أن تسمح الدولة الأخرى المعنية بالجنسية المزدوجة.
غيرت القوانين التي صدرت بعد عام 1992 إمكانية الحصول على الجنسية ووسعتها لتشمل بعض فئات المواطنين الذين ظلوا مستبعدين لأسباب تاريخية تتعلق بأحداث الحرب.
هذه القوانين الأحدث تتبع:
1) القانون رقم رقم 379 بتاريخ 14 ديسمبر 2000 «أحكام الاعتراف بالجنسية الإيطالية للأشخاص المولودين والمقيمين في الأراضي التابعة للإمبراطورية النمساوية المجرية وذريتهم». (نشرت في الجريدة الرسمية العدد 295 في 19/12/2000)
تضمن القانون 379/2000 أحكامًا للاعتراف بالجنسية الإيطالية لأولئك الأشخاص الذين ولدوا ويقيمون في الأراضي التي ضمتها إيطاليا من الإمبراطورية النمساوية المجرية قبل 15 يوليو 1920. كان الاعتراف متاحًا أيضًا لأحفادهم. تم منح الاعتراف بالجنسية الإيطالية بموجب القانون 379/2000 للمتقدمين فقط، وانتهت الأحكام في ديسمبر 2010.
2) القانون رقم 124 من مارس 2006 «تغييرات على القانون رقم 91 المؤرخ 5 فبراير 1992 بشأن الاعتراف بالجنسية الإيطالية لمواطني استريا، فيوم، ودالماتيا وذريتهم». (نشرت في الجريدة الرسمية العدد 73 في 28 آذار / مارس 2006)
يسمح القانون 124/2006 للأفراد الذين كانوا مواطنين إيطاليين يقيمون في الأراضي التي تم التنازل عنها من إيطاليا إلى يوغوسلافيا في وقت تنازلهم باستعادة وضع المواطن الإيطالي. إنه يمنح القدرة على المطالبة بوضع المواطن الإيطالي لأولئك الأشخاص الذين لديهم معرفة باللغة والثقافة الإيطالية والذين هم أحفاد سلالة من الأشخاص المؤهلين الذين كانوا يقيمون في تلك المناطق.
في الآونة الأخيرة، تمت مناقشة إصلاحات قانون الجنسية لصالح المهاجرين من خارج الاتحاد الأوروبي. يمكن لهؤلاء المهاجرين حاليًا التقدم بطلب للحصول على الجنسية بعد إكمال عشر سنوات من الإقامة في أراضي الجمهورية.
لا تزال العديد من الجوانب دون حل، مثل الاعتراف بوضع المواطنة لأحفاد امرأة إيطالية تزوجت قبل عام 1948 من زوج أجنبي وفقدت الجنسية الإيطالية بسبب زواجها. خلقت هذه الحالات نظامًا مزدوجًا للاعتراف بالمواطنة: في حين أن المتحدرين من النسب الأبوي ليس لديهم أي عوائق أمام الاعتراف بوضعهم كمواطنين - حتى لو هاجر الصاعد في عام 1860 (قبل أن تشكل إيطاليا دولة)؛ أحفاد امرأة إيطالية - حتى لو كانت من نفس العائلة - لا يزالون اليوم ممنوعين من استعادة الجنسية الإيطالية، وعلاجهم الوحيد الممكن هو المثول أمام قاض إيطالي.

## نقل الجنسية الإيطالية على طول خطوط الأم

### قرار رقم 4466 لسنة 2009 من محكمة النقض (محكمة الاستئناف النهائية)
قررت الأقسام المتحدة، بعكس موقفها في القرار رقم 3331 لعام 2004، أنه بموجب القرارين 87 لعام 1975 و 30 لعام 1983، يجب الاعتراف بالحق في وضع الجنسية الإيطالية لمقدم الطلب الذي ولد في الخارج لابن امرأة إيطالية متزوجة من أجنبي خلال فترة سريان القانون 555 لعام 1912 والتي كانت نتيجة زواجها محرومة من الجنسية الإيطالية.
على الرغم من المشاركة في مبدأ عدم الدستورية القائم، والذي بموجبه فإن إعلان عدم دستورية القواعد السابقة للدستور ينتج عنه آثار فقط على العلاقات والأوضاع التي لم تنته بعد اعتبارًا من تاريخ 1 يناير 1948، غير قابلة للتراجع قبل الدستور. دخول حيز التنفيذ تؤكد المحكمة أن حق المواطنة، نظرًا لأنه وضع دائم وحرمة ما لم يتم التنازل عنه من جانب الملتمس، يكون له ما يبرره في أي وقت (حتى في حالة الوفاة السابقة لأصل أو والد أي شخص يستمد الاعتراف) بسبب الطبيعة الدائمة، حتى بعد دخول الدستور حيز التنفيذ، للحرمان غير المشروع بسبب القواعد التمييزية المعلنة بأنها غير دستورية.

#### آثار القرار رقم 4466 لسنة 2009 من محكمة النقض في الاجتهاد
بعد هذا القرار الصادر في عام 2009، منح قضاة محكمة روما (بالإيطالية: Tribunale di Roma)، في أكثر من 500 قضية، الجنسية الإيطالية لأحفاد مواطنة إيطالية مولودة قبل عام 1948 ؛ وأحفاد امرأة إيطالية تزوجت من مواطن غير إيطالي قبل عام 1948. نظرًا لأن البرلمان الإيطالي لم يقم بتشفير هذا القرار من النقض إلى قانون، فلا يمكن لهؤلاء الأحفاد الحصول على جنسية حق الدم، وتقديم الطلب ذي الصلة أمام قنصلية أو مكتب مختص بالسجلات الحيوية والمدنية في البلديات الإيطالية. بالنسبة لهذا النوع من أحفاد النساء الإيطاليات، فإن إمكانية الحصول على الاعتراف بالجنسية الإيطالية تبقى فقط من خلال رفع قضية في المحكمة الإيطالية.

## حرية السفر للمواطنين الإيطاليين

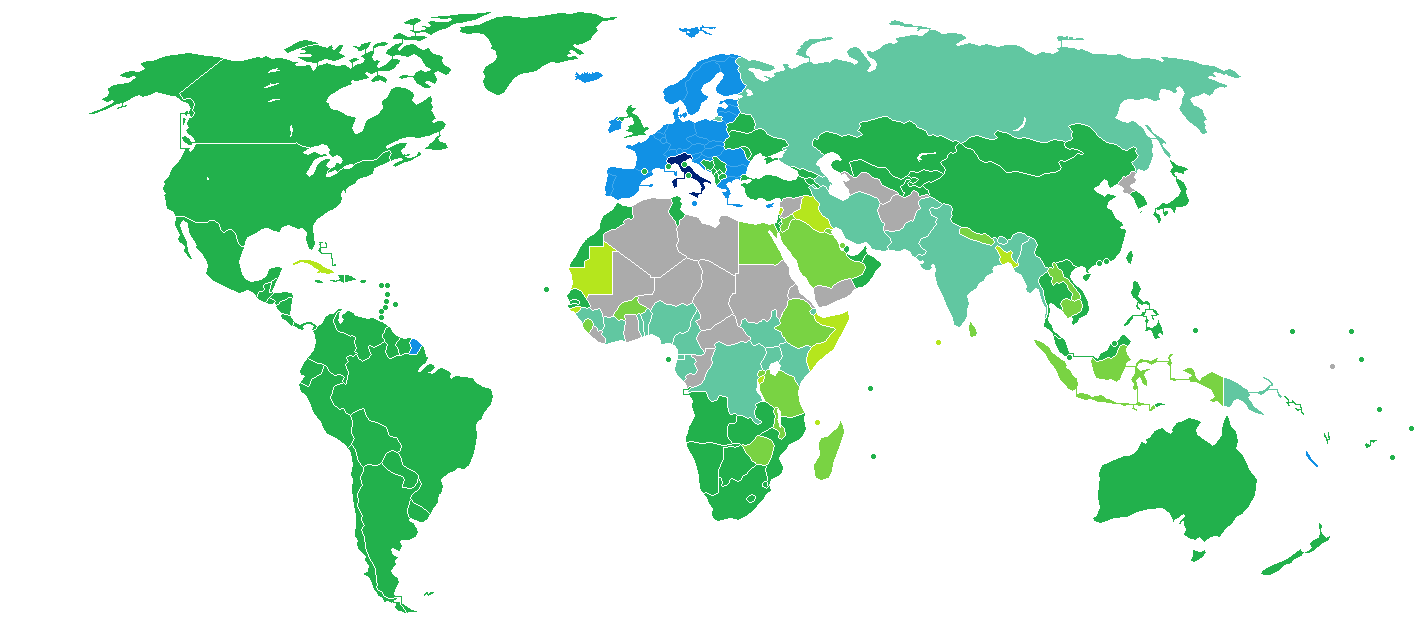
متطلبات التأشيرة للمواطنين الإيطاليين
إيطاليا
حرية التحرك
التأشيرة غير مطلوبة
تاشيرة الدخول عند الوصول
التأشيرة الإلكترونية
التأشيرة متاحة عند الوصول أو عبر الإنترنت
مطلوب تأشيرة قبل الوصول

متطلبات التأشيرة للمواطنين الإيطاليين هي قيود دخول إدارية تفرضها سلطات الدول الأخرى على مواطني إيطاليا. في عام 2017، كان المواطنون الإيطاليون يتمتعون بإمكانية الدخول بدون تأشيرة أو تأشيرة عند الوصول إلى 174 دولة وإقليمًا، مما جعل جواز السفر الإيطالي في المرتبة الثالثة من حيث حرية السفر (مرتبط بجوازات السفر الأمريكية والدانماركية والفنلندية والإسبانية) وفقًا لمؤشر قيود تأشيرة هينلي. بالإضافة إلى ذلك، نشرت منظمة السياحة العالمية أيضًا تقريرًا في 15 يناير 2016 يصنف جواز السفر الإيطالي الأول في العالم (مرتبط بالدنمارك وفنلندا وألمانيا ولوكسمبورغ وسنغافورة والمملكة المتحدة) من حيث حرية السفر، مع مؤشر التنقل الخاص بـ 160 (من 215 بدون تأشيرة مرجحة بـ 1، تأشيرة عند الوصول مرجحة بـ 0.7، إي فيزاـ 0.5 والتأشيرة التقليدية مرجحة بـ 0).
تأتي الجنسية الإيطالية في المرتبة الثامنة مع فنلندا في مؤشر الجنسية. يختلف هذا المؤشر عن مؤشر قيود التأشيرة، الذي يركز على العوامل الخارجية بما في ذلك حرية السفر. يعتبر مؤشر جودة الجنسية، بالإضافة إلى ذلك، حرية السفر على العوامل الداخلية مثل السلام والاستقرار، والقوة الاقتصادية، والتنمية البشرية كذلك.

## الجنسية المزدوجة
وفقًا للقانون الإيطالي، يُسمح صراحةً بتعدد الجنسية بموجب شروط معينة إذا تم الحصول عليها في أو بعد 16 أغسطس 1992. (قبل ذلك التاريخ، كان بإمكان المواطنين الإيطاليين الحاصلين على جنسية " jus soli" في مكان آخر الاحتفاظ بجنسيتهم المزدوجة بشكل دائم، لكن الجنسية الإيطالية فقدت عمومًا إذا تم الحصول على جنسية جديدة، وخضعت إمكانية فقدانها من خلال اكتساب جنسية جديدة لبعض الاستثناءات.) أولئك الذين حصلوا على جنسية أخرى بعد ذلك التاريخ ولكن قبل 23 يناير 2001 كان لديهم ثلاثة أشهر لإبلاغ مكتب السجلات المحلي أو القنصلية الإيطالية في بلد إقامتهم. يترتب على عدم القيام بذلك غرامة. أولئك الذين حصلوا على جنسية أخرى في 23 كانون الثاني (يناير) 2001 أو بعد ذلك التاريخ يمكنهم إرسال تصريح تلقائي باكتساب جنسية أجنبية عن طريق البريد إلى القنصلية الإيطالية في بلد إقامتهم. في أو بعد 31 مارس 2001، لم يعد الإخطار من أي نوع ضروريًا.

## جنسية الاتحاد الأوروبي
نظرًا لأن إيطاليا تشكل جزءًا من الاتحاد الأوروبي، فإن المواطنين الإيطاليين هم أيضًا مواطنون في الاتحاد الأوروبي بموجب قانون الاتحاد الأوروبي، وبالتالي يتمتعون بحقوق التنقل بحرية ولهم الحق في التصويت في انتخابات البرلمان الأوروبي. عندما تكون في دولة خارج الاتحاد الأوروبي حيث لا توجد سفارة إيطالية، يحق للمواطنين الإيطاليين الحصول على الحماية القنصلية من سفارة أي دولة أخرى في الاتحاد الأوروبي موجودة في ذلك البلد. يمكن للمواطنين الإيطاليين العيش والعمل في أي دولة داخل الاتحاد الأوروبي نتيجة لحق حرية التنقل والإقامة الممنوح في المادة 21 من معاهدة الاتحاد الأوروبي.

## رسوم الجنسية
منذ عام 2014، تخضع جميع الطلبات المقدمة من الأشخاص الذين تبلغ أعمارهم 18 عامًا أو أكثر للمطالبة بالاعتراف بالجنسية الإيطالية لدفع رسوم قدرها 300 يورو (القانون رقم 66، 24 أبريل 2014 والقانون رقم 89، 23 يونيو 2014). تم تمرير هذا من قبل مجلس الوزراء رينزي بقيادة ماتيو رينزي.

## روابط خارجية
- الجنسية - وزارة الخارجية الإيطالية
- "Law no. 555 of 1912". US Department of Labor, Twelfth Annual Report of the Secretary of Labor for Fiscal Year Ended June 30, 1924. Hathi Trust Digital Library. ص. 215. مؤرشف من الأصل في 2023-02-13. اطلع عليه بتاريخ 2013-08-18.
- "Citizenship Case Law: Italy". EUDO Observatory on Citizenship. European Union University Institute. مؤرشف من الأصل في 2017-03-10. اطلع عليه بتاريخ 2013-08-18.
- Act 91 1992 (consolidated, English).pdf "Act No. 91 of 5 February 1992 (Italy)" (PDF). EUDO Observatory on Citizenship. Translation by Dr Massimo Fichera. European Union University Institute. مؤرشف من الأصل (PDF) في 2017-05-16. اطلع عليه بتاريخ 2013-08-18. {{استشهاد ويب}}: تحقق من قيمة |مسار أرشيف= (مساعدة)صيانة الاستشهاد: آخرون (link)
- Constitution 2003 English.pdf "Constitution of the Italian Republic" (PDF). EUDO Observatory on Citizenship. European Union University Institute. 2003. مؤرشف من الأصل (PDF) في 2016-05-09. اطلع عليه بتاريخ 2013-08-18. {{استشهاد ويب}}: تحقق من قيمة |مسار أرشيف= (مساعدة)
- Costituzione (aggiornata, 2003) Original.pdf "Costituzione della Repubblica Italiana: aggiornata alla L. cost. 30 maggio 2003, n.1" (PDF). EUDO Observatory on Citizenship (بالإيطالية). European Union University Institute. 2003. Archived from the original (PDF) on 2016-10-22. Retrieved 2013-08-18. {{استشهاد ويب}}: تحقق من قيمة |مسار أرشيف= (help)
- Donati، Sabina (2013). A political history of national citizenship and identity in Italy, 1861-1950. Stanford University Press. ص. 424. ISBN:9780804787338. مؤرشف من الأصل في 2020-10-31. اطلع عليه بتاريخ 2014-12-14.